# Exocentrus rufoapicefemoralis
Exocentrus rufoapicefemoralis là một loài bọ cánh cứng trong họ Cerambycidae.